# Mady Kirsten
Pour les articles homonymes, voir Kirsten.
Mady Kirsten, connue aussi sous le pseudonyme de Mady Dotrange, est une pianiste et compositrice belge née à Schaerbeek le 11 janvier 1903 et morte dans la même commune le 7 avril 1992.
Mady Kirsten était surtout compositrice de chansons. 